# انرژی منفی
انرژی منفی مفهومی است که در فیزیک برای توضیح ماهیت برخی از میدان‌ها، از جمله میدان گرانشی و تعدادی از اثرهای میدان کوانتومی استفاده شده‌است.
در تئوری‌های بیشتر نظری (تخیلی)، انرژی منفی درگیر تئوری کرم‌چاله‌ها می‌شود که به موجب آن سفر در زمان و حرکت سریعتر از نور را برای سفر فضایی امکان‌پذیر می‌داند.
در واقع ماده منفی و انرژی منفی باعث سفر های رفت و برگشت در کرم چاله ها بدون نگرانی از افق رویداد می‌شود.